# Cerkvenjak község
Cerkvenjak község (szlovén nyelven Občina Cerkvenjak) Szlovénia 212 alapfokú közigazgatási egységének, azaz községének egyike a Podravska statisztikai régióban. Adminisztratív központja Cerkvenjak település. A község a Slovenske gorice tájegységben fekszik, a történelmi szlovén Stájerország (Štajersko) régió része.

## A községhez tartozó települések
A községhez Cerkvenjak székhelyen kívül a következő települések tartoznak:
- Andrenci
- Brengova
- Čagona
- Cenkova
- Cogetinci
- Grabonoški Vrh
- Ivanjski Vrh
- Kadrenci
- Komarnica
- Peščeni Vrh
- Smolinci
- Stanetinci
- Vanetina
- Župetinci

## Népesség
| Lakosok száma | 2060 | 2037 | 2005 | 2030 | 2000 | 2053 | 2043 | 2069 | 2080 | 2170 |
|               | 2008 | 2009 | 2011 | 2012 | 2013 | 2015 | 2016 | 2017 | 2019 | 2020 |